# Olav Fykse Tveit
Olav Fykse Tveit (* 24. listopadu 1960 Haugesund) je norský luteránský duchovní a teolog. Od roku 2020 je primasem (předsedajícím biskupem) Norské církve.
Je synem kněze, takže v dětství absolvoval častá stěhování. V roce 1979 vstoupil do Norského sdružení křesťanských studentů. Vystudoval bohoslovectví na Menighetsfakultetet v Oslu, kde získal v roce 2002 doktorát za práci o ekumenismu.
Působil jako vojenský kaplan a pak byl farářem v obci Haram v kraji Møre a Romsdal. Od roku 1991 pracoval pro Mezicírkevní radu Norské církve, angažoval se i v komisích pro otázku doktríny a pro vztahy se státem. Byl také redaktorem časopisu Ung teologi a členem správní rady dobročinné organizace Kirkens Nødhjelp. Zabýval se navazováním dialogu křesťanství s islámem a judaismem i pomocí válečným uprchlíkům. Je autorem knih Christian Solidarity in the Cross of Christ a The Truth We Owe Each Other: Mutual Accountability in the Ecumenical Movement.
Ve Světové radě církví pracoval v komise pro víru a řád a v letech 2010 až 2020 byl generálním tajemníkem organizace. Z funkce odstoupil poté, co byl jednomyslně zvolen nástupcem Helgy Haugland Byfuglienové v čele Norské církve. Biskupské svěcení obdržel 10. května 2020 v Nidaroském dómu; vzhledem k probíhající pandemii covidu-19 se obřadu smělo zúčastnit pouze padesát osob.
Olav Fykse Tveit působí také ve vedení mezinárodních organizací Religions for Peace a Global Partnership to End Violence Against Children. V roce 2023 mu byl udělen Norský královský řád za zásluhy. Jeho manželkou je Anna Bjorvatten Tveit a mají tři děti.